# (9732) Juchnovski
(9732) Juchnovski est un astéroïde de la ceinture principale.

## Description
(9732) Juchnovski est un astéroïde de la ceinture principale. Il fut découvert le 24 septembre 1984 à Smolyan par Vladimir Georgiev Škodrov et Violeta G. Ivanova. Il présente une orbite caractérisée par un demi-grand axe de 2,24 UA, une excentricité de 0,12 et une inclinaison de 7,6° par rapport à l'écliptique.

## Compléments